# Bećir Omeragić
Bećir Omeragić, né le 20 janvier 2002 à Genève en Suisse, est un footballeur international suisse, qui évolue au poste de défenseur central au Montpellier HSC.

## Biographie

### En club

#### FC Zurich (2019-2023)
Né à Genève en Suisse, Bećir Omeragić est notamment formé par le Servette FC où il est souvent surclassé. Il démontre très tôt ses qualités de défenseur et de leader. 
Il rejoint le FC Zurich en juin 2018. Il joue son premier match en professionnel le 4 mai 2019, entrant en jeu lors d'une rencontre de championnat face au FC Bâle. Son équipe s'incline sur le score de trois buts à zéro ce jour-là. Il reçoit sa première titularisation le 15 mai suivant, lors d'une victoire de son équipe en championnat face au FC Thoune (3-0). En mai 2022, il remporte la Super League, le 13e titre du club.
Omeragić joue son premier match de Ligue des champions le 27 juillet 2022 contre le Qarabağ FK. Il entre en jeu à la place de Cheick Condé et les deux équipes se neutralisent (2-2).

#### Montpellier HSC (depuis 2023)
Le 11 mai 2023, le Montpellier HSC annonce avoir trouvé un accord avec le FC Zürich pour son transfert,. Il signe un contrat d'une durée de cinq ans dans l'Hérault. Omeragić joue son premier match pour Montpellier le 19 août 2023, lors d'une rencontre de Ligue 1 face à l'Olympique lyonnais, entrant en fin de rencontre (2e journée, victoire 1-4). Il s'impose rapidement dans le système défensif montpelliérain, dans une défense à 4 ou à 5. À la suite de l'arrivée de Modibo Sagnan lors du mercato hivernal, il est aligné à plusieurs reprises au poste de milieu défensif. Devenu incontournable au fil de la saison au sein de l'effectif et Téji Savanier et Jordan Ferri étant absents, il porte le brassard de capitaine lors de la dernière journée de championnat face au RC Lens (34e journée, 2-2). Il inscrit son premier but sous le maillot héraultais lors du déplacement de son club sur le terrain de l'entente Feignies-Aulnoye, lors du 16eme de finale de la Coupe de France, en janvier 2024.
Lors de la préparation estivale en vue de la saison 2024-2025, il est nommé vice-capitaine du club.
En février 2025, il se blesse à Strasbourg, le joueur devra subir une intervention chirurgicale au ménisque et devra observer d'une pause d'au moins deux mois. Le 19 mars, il est annoncé qu'il se rapproche d’un retour sur les terrains.

### En équipe nationale
Bećir Omeragić est sélectionné avec l'équipe de Suisse des moins de 17 ans pour participer au Championnat d'Europe des moins de 17 ans en 2018, qui a lieu en Angleterre. Il joue les trois matchs de son équipe en tant que titulaire lors de cette compétition, où les jeunes suisses ne parviennent pas à sortir de la phase de groupe.
S'imposant avec son club à l'âge de 18 ans seulement, Bećir Omeragić est pour la première fois appelé avec l'équipe nationale de Suisse en août 2020. Il honore sa première sélection le 7 octobre en étant titularisé face à la Croatie (défaite 1-2 de la Suisse).
Il est retenu par le sélectionneur de la Suisse, Vladimir Petković, dans la liste des 26 joueurs suisses afin de participer à l'Euro 2020.

## Palmarès
Avec le FC Zurich, Bećir Omeragić est champion de Suisse en 2022.